# هوراشيو مون
هوراشيو مون (بالإنجليزية: Horatio Munn)‏ هو لاعب كرة قاعدة أمريكي، ولد في 26 يوليو 1851 في نيوآرك في الولايات المتحدة، وتوفي في 17 فبراير 1910 في بروكلين في الولايات المتحدة.

## وصلات خارجية
- هوراشيو مون على موقعبيزبول رفرنس.كوم (الدوري الرئيسي) (الإنجليزية)